# Banco Caixa Geral
Banco Caixa Geral foi um banco espanhol com sede em Vigo. Era a subsidiária espanhola da entidade portuguesa Caixa Geral de Depósitos.

## História
O banco foi constituído em 1969 com a denominação “Banco Industrial Fierro, S.A.”. Em 1975, alterou a sua denominação social para “Banco de Finanzas, S.A.”, em 1986 para “Chase Manhattan Bank España, S.A.” e em 1991 pelo “Banco Luso Español, S.A.”.
Em julho de 1991, 99,9% do capital social do banco foi adquirido pela Caixa Geral de Depósitos.
Em 23 de agosto de 2002, foi registada na Registro Mercantil a escritura de fusão do Banco Luso Español, S.A., Banco de Extremadura, S.A. e Banco Simeón S.A. através da absorção do Banco de Extremadura, S.A. e Banco Simeón, S.A. pelo Banco Luso Español, S.A.
Em 29 de outubro de 2002, foi inscrita na Junta Comercial a alteração da denominação social do banco para Banco Simeón, S.A.
Em 13 de junho de 2006 foi registada na Junta Comercial a alteração da denominação social do banco para Banco Caixa Geral, S.A.
No dia 22 de novembro de 2018, o ABANCA foi anunciado pelo Conselho de Ministros português como licitante vencedor do Banco Caixa Geral por cerca de 364 milhões de euros.
No dia 14 de outubro de 2019, o ABANCA concluiu a compra do Banco Caixa Geral por um valor total de 384 milhões de euros, face aos 364 milhões inicialmente calculados, e passou a controlar 99,79% do capital do Banco Caixa Geral. Após a fusão, o ABANCA acrescentaria 7.000 milhões de euros de negócios provenientes de mais de 131.000 clientes, bem como 110 novas agências e mais de 500 colaboradores, com especial presença nas províncias mais próximas da fronteira com Portugal.
No dia 16 de março de 2020, o ABANCA concluiu a integração tecnológica, de marca e jurídica do Banco Caixa Geral, após a prévia concretização da fusão jurídica e contabilística de ambas as entidades, 5 ocorrida no dia 13 de março através do seu registo na Junta Comercial de A Corunha.

## Rede de escritórios
A 31 de dezembro de 2018, o Banco Caixa Geral contava com 110 escritórios em território nacional, bem como 3 escritórios de representação no estrangeiro e 536 colaboradores.